# Heterotaxis maleolens
Heterotaxis maleolens là một loài thực vật có hoa trong họ Lan. Loài này được (Schltr.) Ojeda & Carnevali mô tả khoa học đầu tiên năm 2005.